# Astèria

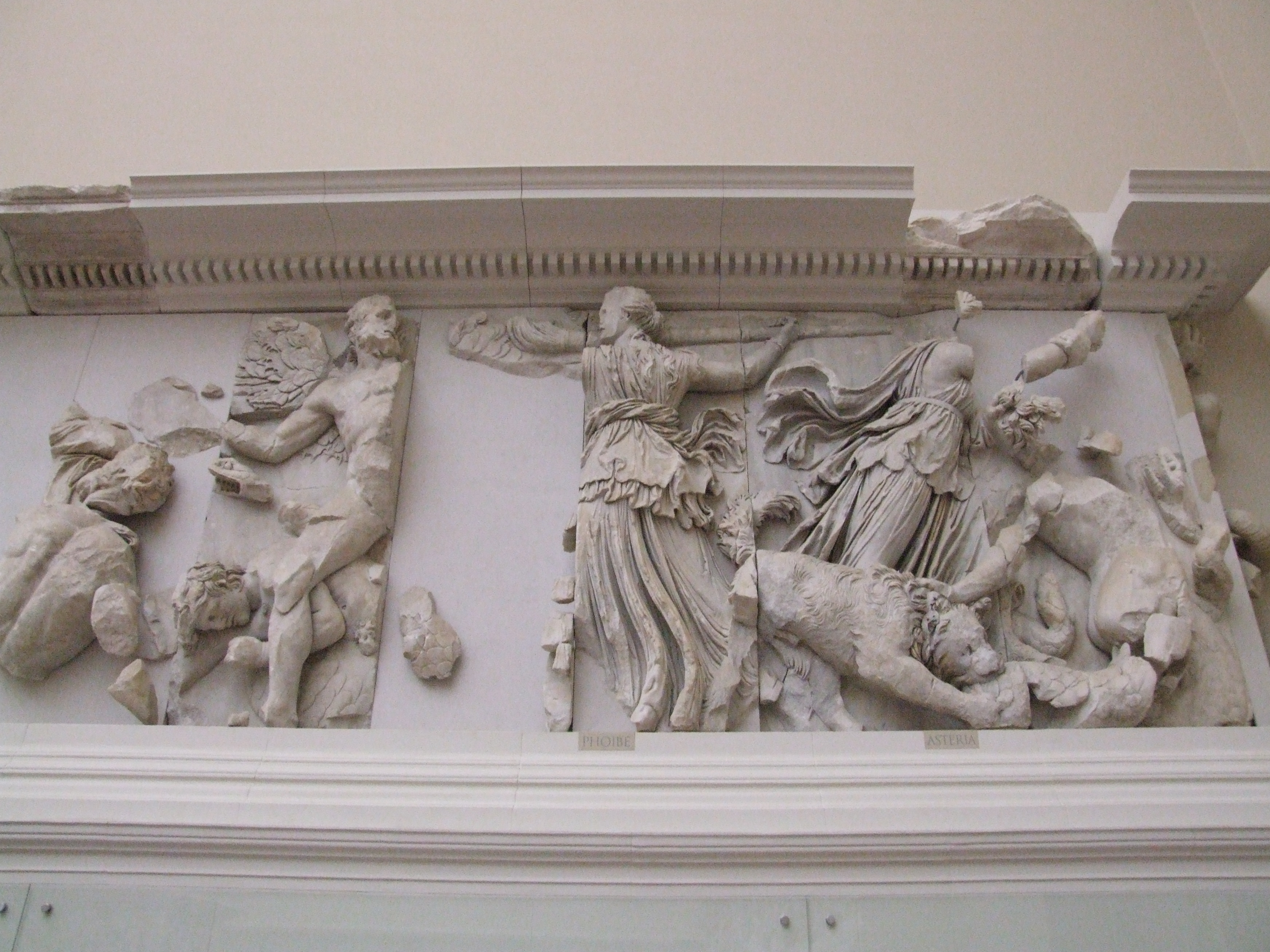
Febe i Astèria a l'Altar de Pèrgam, a Berlín.

Astèria (en grec antic Άστερία), va ser una deessa grega, filla del tità Ceos i de Febe, germana de Leto. La seva mare era filla d'Urà (el Cel) i de Gea (la Terra).
Va ser estimada per Zeus, i ella, per fugir de la seva persecució es va transformar en guatlla i es llençà al mar, on es va convertir en una illa anomenada Ortígia (l'illa de les Guatlles), que més tard va rebre el nom de Delos (la Brillant), després que va acollir la seva germana Leto perquè donés a llum els bessons Apol·lo i Àrtemis.
Casada amb Perses va ser mare de la deessa Hècate. Algunes tradicions diuen que hauria sigut la mare de l'argonauta Ídmon, tot i que altres citen Antianira com la seva mare.
Astèria també és el nom d'una de les alciònides, les filles d'Alcioneu, un gegant fill de Gea de la mitologia grega. Quan Heracles matà Alcioneu, les noies es llençaren al mar, i Amfitrite les convertí en alcions.